# Thermolyse
Die Thermolyse ist eine chemische Reaktion, bei der ein Ausgangsstoff durch Erhitzen in mehrere Produkte zersetzt wird. Sie wird gezielt zur Darstellung definierter Produkte oder reaktiver Zwischenstufen eingesetzt. Die Thermolyse unter höheren Temperaturen wird auch als Pyrolyse bezeichnet.

## Beispiele
- Erhitzt man das Salz Ammoniumchlorid, so zersetzt es sich unter Freisetzung der Gase Ammoniak und Chlorwasserstoff.[2]

NH4Cl (s) → NH3 (g) + HCl (g)
- Quecksilber(II)-oxid, ein roter, kristalliner Feststoff, zerfällt beim Erhitzen in Quecksilber (Bildung silbriger Tröpfchen) und Sauerstoff.[3]

2 HgO (s) → 2 Hg (l) + O2 (g)
- Durch Brennen von Kalk (chemisch Calciumcarbonat) wird das Gas Kohlenstoffdioxid freigesetzt. Zurück bleibt der weiße, bröckelige „gebrannte Kalk“ (chemisch Calciumoxid).[4]

CaCO3 (s) → CaO (s) + CO2 (g)
- Erhitzt man Dicumylperoxid, so wird die Bindung zwischen den beiden Sauerstoffatomen homolytisch gespalten und es entstehen zwei Phenylalkyloxid-Radikale. Diese dienen industriell als Radikalstarter bei der Polymerisation.

- Diacylperoxide – z. B. Dibenzoylperoxid – werden homolytisch unter Bildung zweier Radikale gespalten.[5]

- Beim Erhitzen von Aziden entstehen unter Abspaltung von Stickstoff (N2) Nitrene.[6]

- Beim Erhitzen von Diazoalkanen entstehen unter Abspaltung von Stickstoff (N2) Carbene.[7]

Decarboxylierung der proteinogenen α-Aminosäure L-Hydroxyprolin.

- Thermische Decarboxylierung (Abspaltung von Kohlendioxid) von Aminosäuren unter Bildung von Aminen.[8]